# アールスメール花市場

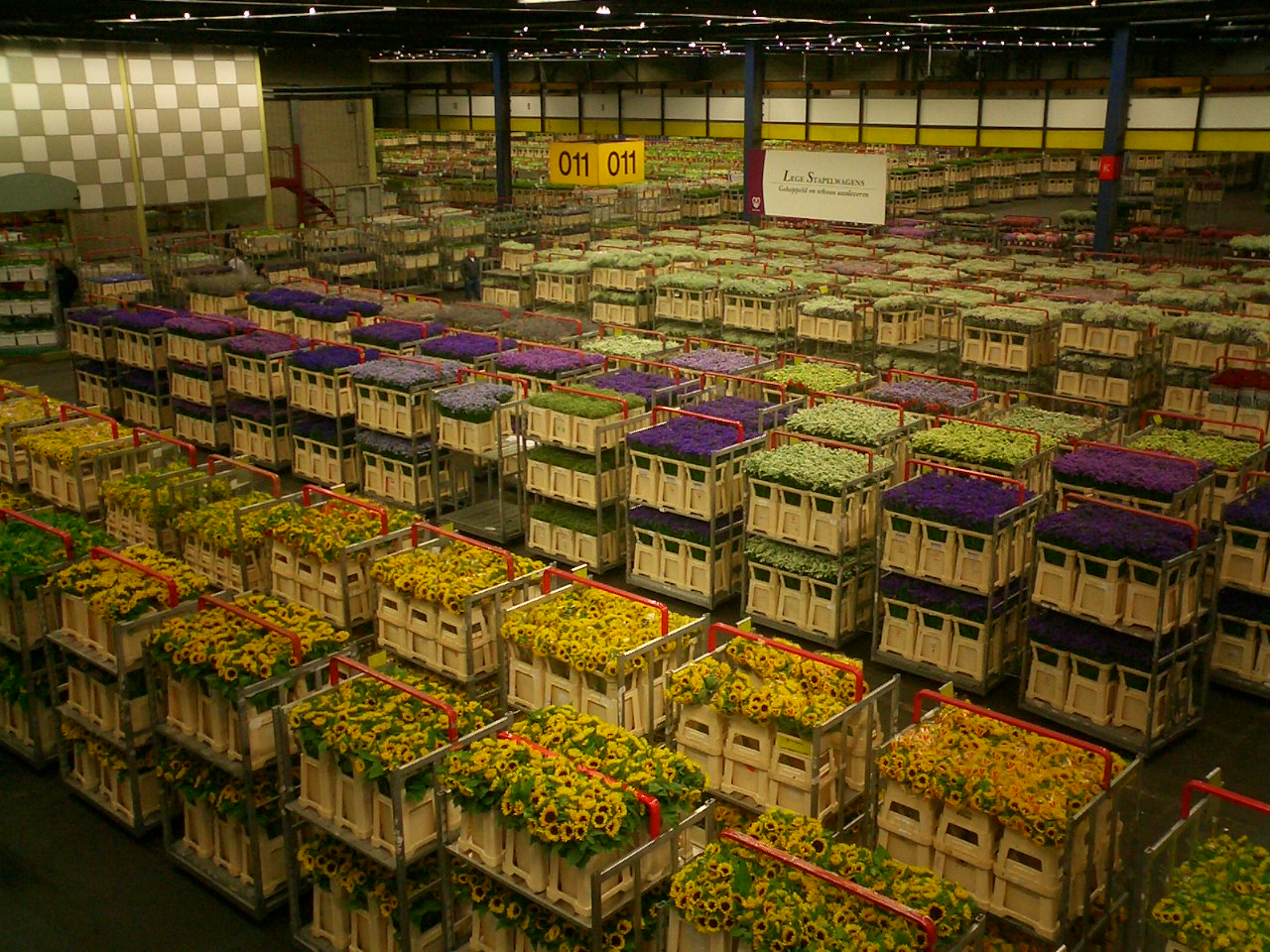
アールスメール花市場

アールスメール花市場（アールスメールはないちば、蘭：Bloemenveiling Aalsmeer、英：Aalsmeer Flower Auction）は、オランダの首都アムステルダム郊外の北ホラント州・アールスメールに位置する世界最大規模の花卉卸売市場。

## 概説
アールスメール花市場は、およそ百万m2の屋内に置かれている。オランダは世界の花市場の6割強を占めていて、中でもアールスメールの占有率はおよそ4割に上る。世界の花の価格はアールスメールで決まるといわれ、世界中からの視察者が絶えない。多くの花は、市場から車で20分の距離に位置するアムステルダム・スキポール空港を通じて世界中に出荷される。
取扱量は、薔薇、チューリップ、スプレーマム（菊）、ガーベラ、百合の順で多い（切花、2006年）。